# Tribunal de district d'Oulu
Oulun käräjäoikeus est le tribunal de district d'Oulu en Finlande.

## Présentation
Outre le service administratif, le tribunal de district d'Oulu dispose de trois services juridiques, le premier chargé des litiges, le second chargé des affaires pénales et le troisième est dénommé service mixte.
En 2018, le tribunal employait 96 personnes et c'est le quatrième plus grand tribunal de première instance en Finlande.

## Municipalités
Le district judiciaire comprend 30 municipalités qui sont: Alavieska, Haapajärvi, Haapavesi, Hailuoto, Ii, Kalajoki, Kempele, Kuusamo, Kärsämäki, Liminka, Lumijoki, Merijärvi, Muhos, Nivala, Oulainen, Oulu, Pudasjärvi, Pyhäjoki, Pyhäjärvi, Pyhäntä, Raahe, Reisjärvi, Sievi, Siikajoki, Siikalatva, Taivalkoski, Tyrnävä, Utajärvi, Vaala et Ylivieska.